# Dyaphorophyia
Dyaphorophyia – rodzaj ptaków z rodziny krępaczków (Platysteiridae).

## Zasięg występowania
Rodzaj obejmuje gatunki występujące w Afryce.

## Morfologia
Długość ciała 9,5 – 10 cm; masa ciała 10–22 g.

## Systematyka
Rodzaj zdefiniował w 1854 roku francuski zoolog Karol Lucjan Bonaparte w artykule poświęconym zbiorom przywiezionych w 1853 roku przez M.A. Delattre’a z jego podróży do Kalifornii i Nikaragui, opublikowanym w czasopiśmie „Comptes Rendus Hebdomadaires des Séances de l’Académie des Sciences”. Bonaparte nie wskazał typu nomenklatorycznego; gatunkiem typowym jest (późniejsze oznaczenie) krępaczek białoszyi (D. castanea).

### Nazewnictwo
- Dyaphorophyia (Diaphorophyia, Diaphorophya): gr. διαφορος diaphoros ‘inny, różny’; φυω phuō ‘produkować’; różne płci krępaczka białoszyjego zostały początkowo opisane jako dwa oddzielne gatunki[10].
- Agromiyias (Agromyias): gr. αγρος agros ‘pole’; nowołac. myias ‘muchołówka’, od gr. μυια muia, μυιας muias ‘mucha’; πιαζω piazō ‘chwytać’[11].

### Podział systematyczny
Do rodzaju należą następujące gatunki:
- Dyaphorophyia hormophora Reichenow, 1901 – krępaczek naszyjnikowy
- Dyaphorophyia castanea (Fraser, 1843) – krępaczek białoszyi
- Dyaphorophyia tonsa G.L. Bates, 1911 – krępaczek białorzytny